# Ennepetal
Ennepetal ist mit etwa 30.000 Einwohnern eine mittlere kreisangehörige Stadt, die zum nordrhein-westfälischen Ennepe-Ruhr-Kreis im südlichen Ruhrgebiet gehört. Ferner gehört Ennepetal zum Regierungsbezirk Arnsberg, liegt am namensgebenden Fluss Ennepe und trägt seit dem 24. Juli 2012 offiziell den Titel Stadt der Kluterthöhle.

## Geografie

### Geografische Lage
Die geographische Lage Ennepetals (Innenstadt) ist 7° 21' östliche Länge und 51° 18' nördliche Breite. Das Stadtgebiet umfasst eine Fläche von 57,43 km². Ennepetal liegt auf einer Höhe von 170 m ü. NN bis 390 m ü. NN. Mehr als 40 % des Stadtgebietes werden forstwirtschaftlich genutzt.

### Stadtgliederung

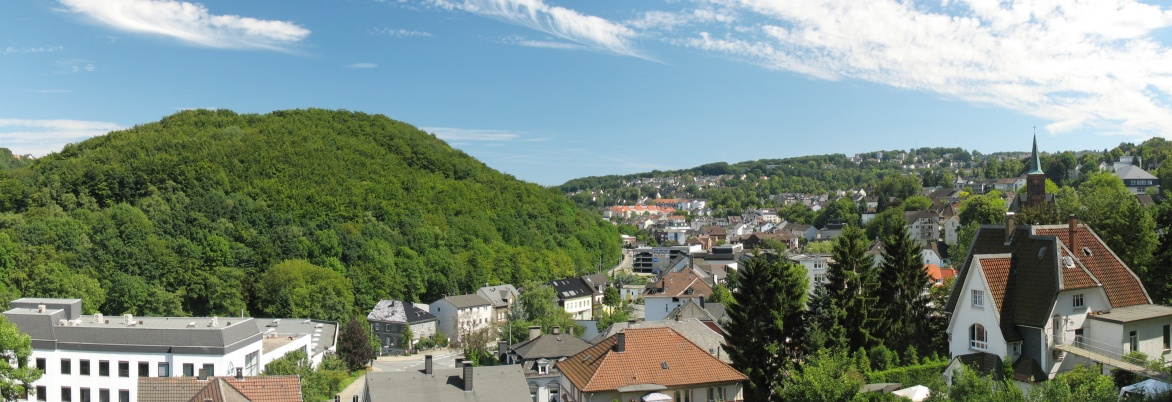
Stadtteil Milspe im Sommer 2007

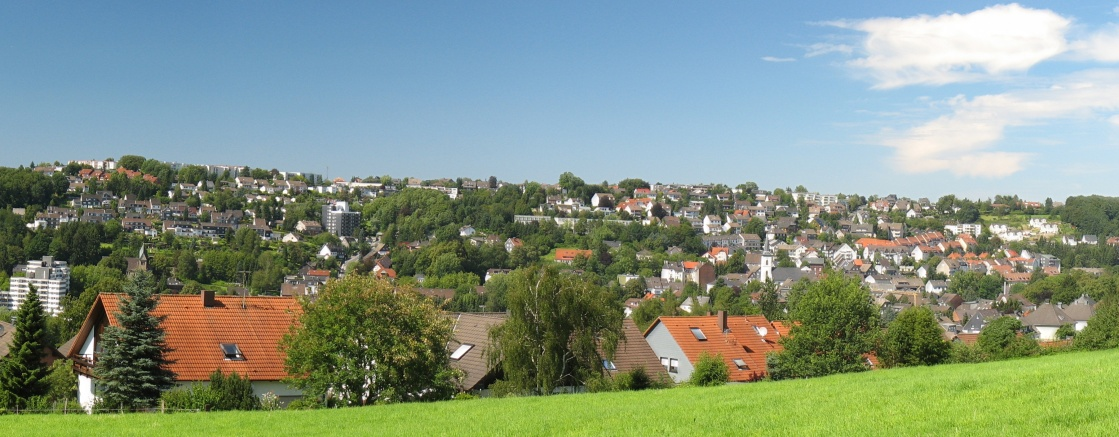
Stadtteil Voerde im Sommer 2007

Ennepetal ist in neun Ortsteile gegliedert. Die Einwohnerzahl der Ortsteile ist auf dem Stand von Mai 2020 (Bezirksgrößenstatistik):
- Altenvoerde (3924)
- Bülbringen/Oberbauer (1338)
- Büttenberg (3890)
- Hasperbach (1252)
- Königsfeld (1098)
- Milspe (9884)
- Oelkinghausen (579)
- Rüggeberg (1504)
- Voerde (7528)

Gesamt-Einwohnerzahl (Mai 2020, Bezirksgrößenstatistik): 30.997.

### Nachbargemeinden
Die direkten Nachbarstädte von Ennepetal sind im Nordosten die kreisfreie Stadt Hagen und – weiter im Uhrzeigersinn – die Städte Breckerfeld (Ennepe-Ruhr-Kreis), Radevormwald (Oberbergischer Kreis), Wuppertal (kreisfrei), Schwelm und Gevelsberg (beide Ennepe-Ruhr-Kreis).

## Geschichte

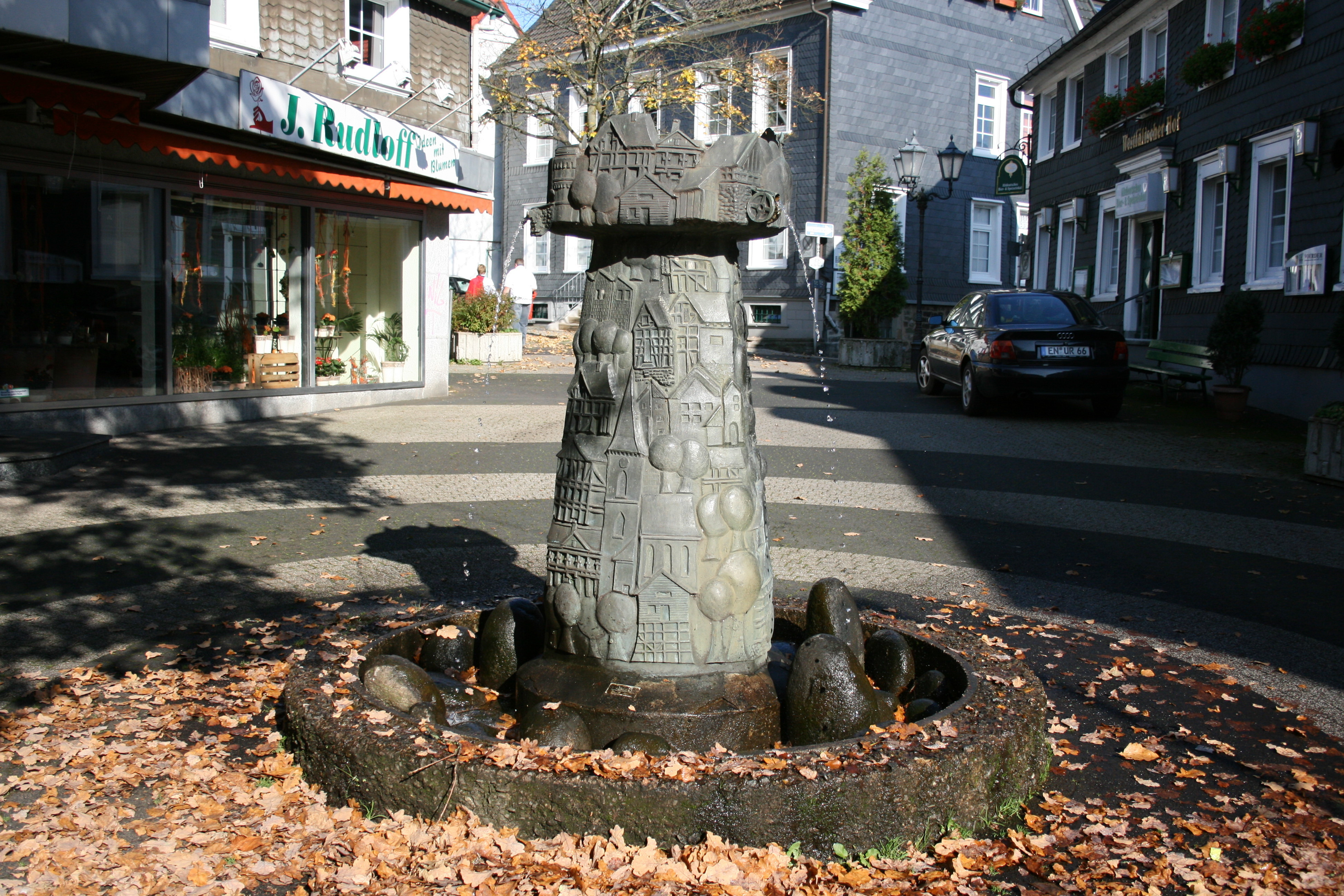
Brunnen mit stadthistorischen Motiven in Voerde

Die Stadt Ennepetal besteht seit dem 1. April 1949, als das Amt Milspe-Voerde aufgelöst wurde und sich die beiden selbstständigen Gemeinden Voerde und Milspe zusammenschlossen.

### Steinzeit bis Mittelalter
Werkzeugfunde aus der Mittelsteinzeit belegen, dass bereits vor etwa 8000 bis 10.000 Jahren Menschen zumindest zeitweise auf dem Gebiet der heutigen Stadt Ennepetal gelebt haben. Eine dauerhafte Besiedlung dürfte aber erst vor etwas mehr als tausend Jahren begonnen haben. Erstmals erwähnt werden die Namen der Ortsteile Voerde (fordi) und Willringhausen (wilgerinchuson) im 11. Jahrhundert in einem Urbar des Klosters Werden.
Die früheste Eisenerzeugung ist durch Funde für das 11. bis 13. Jahrhundert belegt. Vermutet werden die Anfänge der Eisenerzeugung mit Hilfe von Rennöfen bereits im 9. bis 10. Jahrhundert.
Im Jahre 1324 kam das Gebiet der heutigen Stadt Ennepetal zur Grafschaft Mark. Im Schatzbuch der Grafschaft Mark von 1486 sind für das heutige Gebiet der Stadt Ennepetal namentlich 112 Höfe angegeben.

### Neuzeit

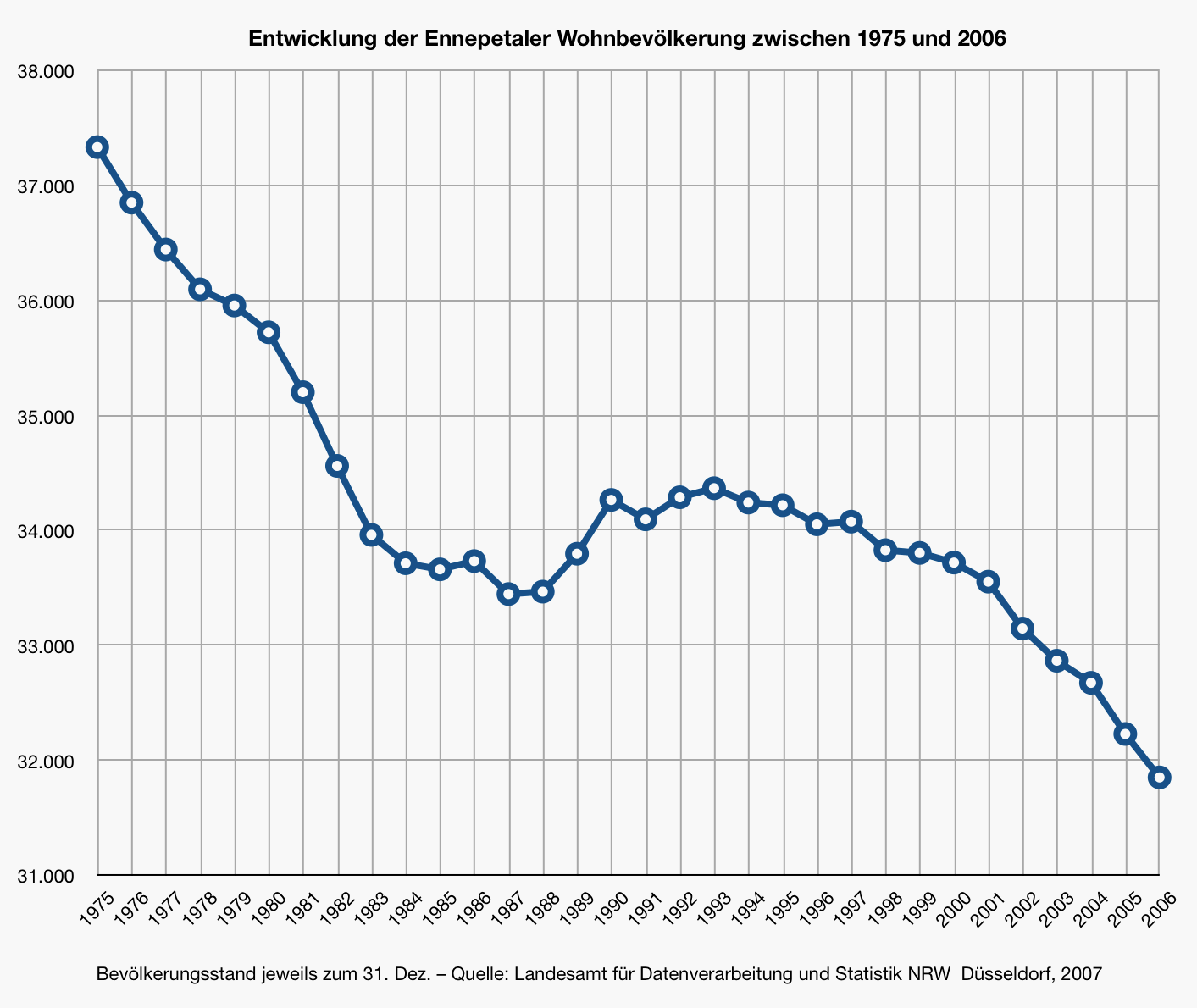
Entwicklung der Einwohnerzahl von 1975 bis 2006

Als bedeutsam für die wirtschaftliche Entwicklung des Ennepetals erwies sich, dass Clemens Bertram den Ahlhauser Hammer 1685 zu einem Rohstahlhammer umbaute.
Das Amt Voerde entstand am 1. Oktober 1868, als die Gemeinde Voerde (mit den Ortsteilen Oberbauer, Unterbauer und Haspetal) aus dem Amt Enneperstraße ausschied. Am 1. April 1923 schlossen sich die Gemeinden Mühlinghausen, Oelkinghausen und Schweflinghausen zur Gemeinde Milspe zusammen. Das aus diesen drei Gemeinden bestehende Amt Ennepe wurde in Amt Milspe umbenannt. Wie alle preußischen Einzelgemeindeämter wurden die Ämter Milspe und Voerde am 1. November 1934 aufgehoben.
Das Amt Milspe-Voerde wurde am 1. Juni 1937 aus den nunmehr amtsfreien Gemeinden Milspe und Voerde gebildet. Am 1. April 1949 gaben die beiden amtsangehörigen Gemeinden Milspe und Voerde ihre Selbstständigkeit auf und schlossen sich zur Stadt Ennepetal zusammen.

## Politik

### Rat der Stadt Ennepetal

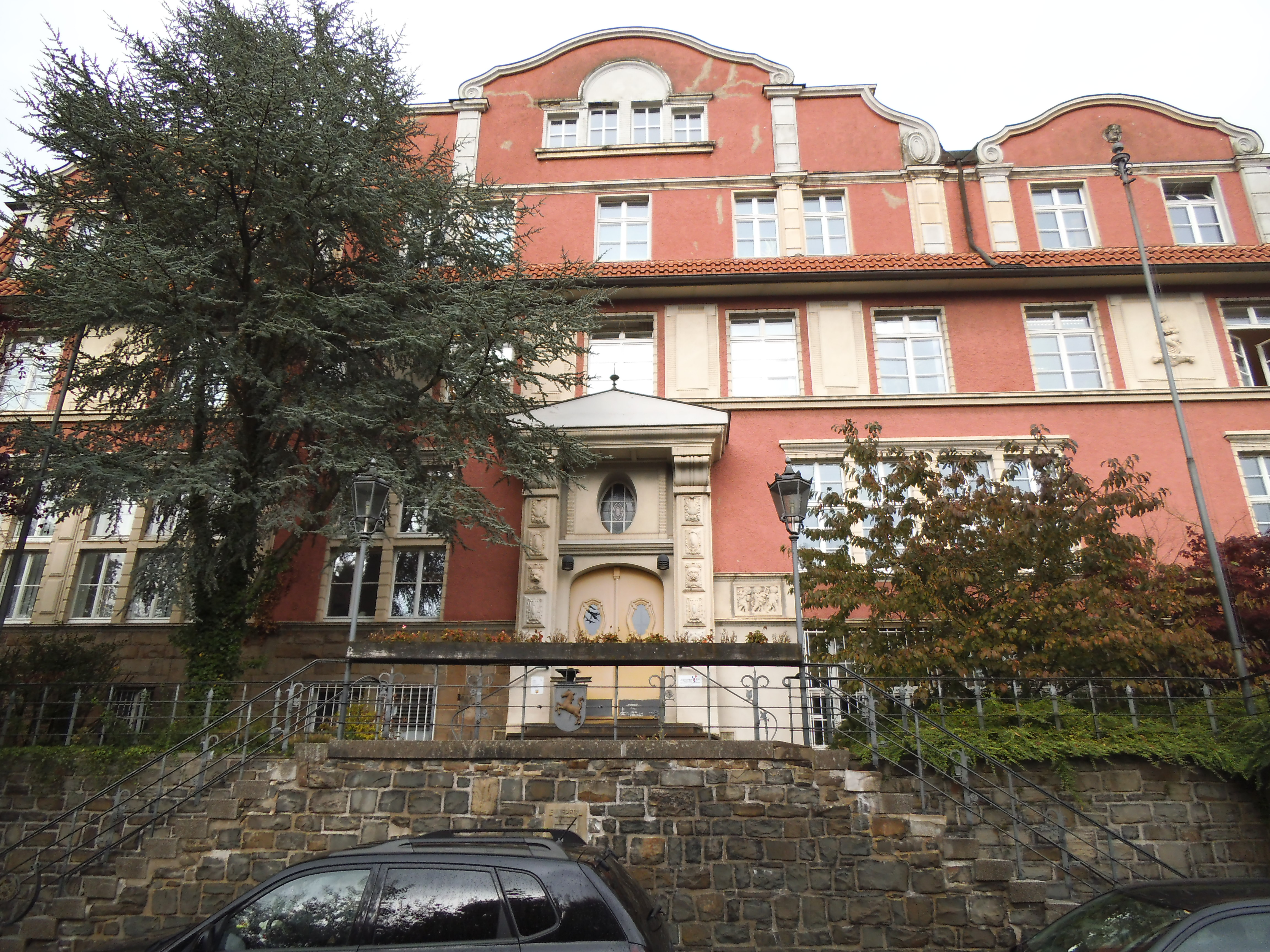
Rathaus Ennepetal, denkmalgeschützter Altbau, darin auch der ehemalige Sitzungssaal des Hauptausschusses

Im Februar 2015 hörte die Fraktion von Die Linke auf zu existieren, da Mirco Müller aus ihr ausgetreten war. Der zweite Ratsherr der Fraktion Die Linke bildete mit dem Ratsherrn der Piratenpartei eine eigene Fraktion. Ende April / Anfang Mai 2015 wechselte eine Ratsfrau von der FWE-Fraktion zur SPD-Fraktion, im Juli 2019 eine weitere Ratsfrau und ein Ratsherr von der FWE zur FDP, so dass die FWE nur noch ein Stadtratsmitglied stellte und den Fraktionsstatus verlor.

### Ergebnisse der Kommunalwahlen 2020 in Ennepetal
Die Sitze im Stadtrat verteilen sich nach dem Ergebnis der Kommunalwahl 2020 folgendermaßen auf die einzelnen Parteien:
| Partei | Stimmen | % (2020) | % (2014) | +/−     | Sitze (2020) | Sitze (2014) | +/− |
| --- | ------- | -------- | -------- | ------- | ------------ | ------------ | --- |
| SPD | 3.792   | 31,5 %   | 38,5 %   | - 7,0 % | 11           | 16           | - 5 |
| CDU | 3.556   | 29,5 %   | 26,3 %   | + 3,2 % | 11           | 11           | ±0  |
| Bündnis 90/Die Grünen | 2.252   | 18,7 %   | 9,8 %    | + 8,9 % | 7            | 4            | + 3 |
| FDP | 1.089   | 9,0 %    | 6,1 %    | + 2,9 % | 3            | 2            | + 1 |
| FWE | 780     | 6,5 %    | 8,8 %    | - 2,3 % | 2            | 4            | - 2 |
| Die LINKE | 572     | 4,8 %    | 4,0 %    | + 0,8 % | 2            | 2            | ±0  |
| Gültige Stimmen | 12.041  |          |          |         |              |              |     |
| Ungültige Stimmen | 248     |          |          |         |              |              |     |
| Stimmen Insgesamt | 12.289  |          |          |         | 36           | 39           | - 3 |
| Wahlberechtigte Insgesamt | 24.726  | 49,7 %   | 46,4 %   | + 3,3 % |              |              |     |
| Ratswahl 13.09.2020 EnnepetalWahlbeteiligung von 49,7 % 403020100 31,5 %29,5 %18,7 %9,0 %6,5 %4,8 % SPDCDUGrüneFDPFWEeLinkeGewinne und Verlusteim Vergleich zu 2014 %p 10 8 6 4 2 0 −2 −4 −6 −8−7,0 %p+3,2 %p+8,9 %p+2,9 %p−2,3 %p+0,8 %pSPDCDUGrüneFDPFWELinkeAnmerkungen:e Freie Wähler Ennepetal |         |          |          |         |              |              |     |
| Sitzverteilung Ratswahl 13.09.2020 EnnepetalInsgesamt 36 Sitze - Linke: 2 - SPD: 11 - Grüne: 7 - CDU: 11 - FDP: 3 - Sonst.: 2 Sonstige: (2 Sitze) > „FWE“ = 2 Sitze |         |          |          |         |              |              |     |

| Partei | Kandidat*                 | Stimmen | % (2020) |
| --- | ------------------------- | ------- | -------- |
| | Heymann, Imke             | 8.487   | 70,3 %   |
| | Kostas, Sotirios          | 2.202   | 18,2 %   |
| | Born-Maijer, Cornelia     | 1.385   | 11,5 %   |
| Gültige Stimmen | Gültige Stimmen           | 12.074  |          |
| Ungültige Stimmen | Ungültige Stimmen         | 221     |          |
| Stimmen Insgesamt | Stimmen Insgesamt         | 12.295  |          |
| Wahlberechtigte Insgesamt | Wahlberechtigte Insgesamt | 24.726  | 49,7 %   |
| Bürgermeisterwahl* 13.09.2020 EnnepetalWahlbeteiligung von 49,7 % 80706050403020100 70,3 %18,2 %11,5 % Sonst.aSonst.bSonst.cAnmerkungen:a Heymann, Imkeb Kostas, Sotiriosc Born-Maijer, Cornelia |                           |         |          |

### Bürgermeister

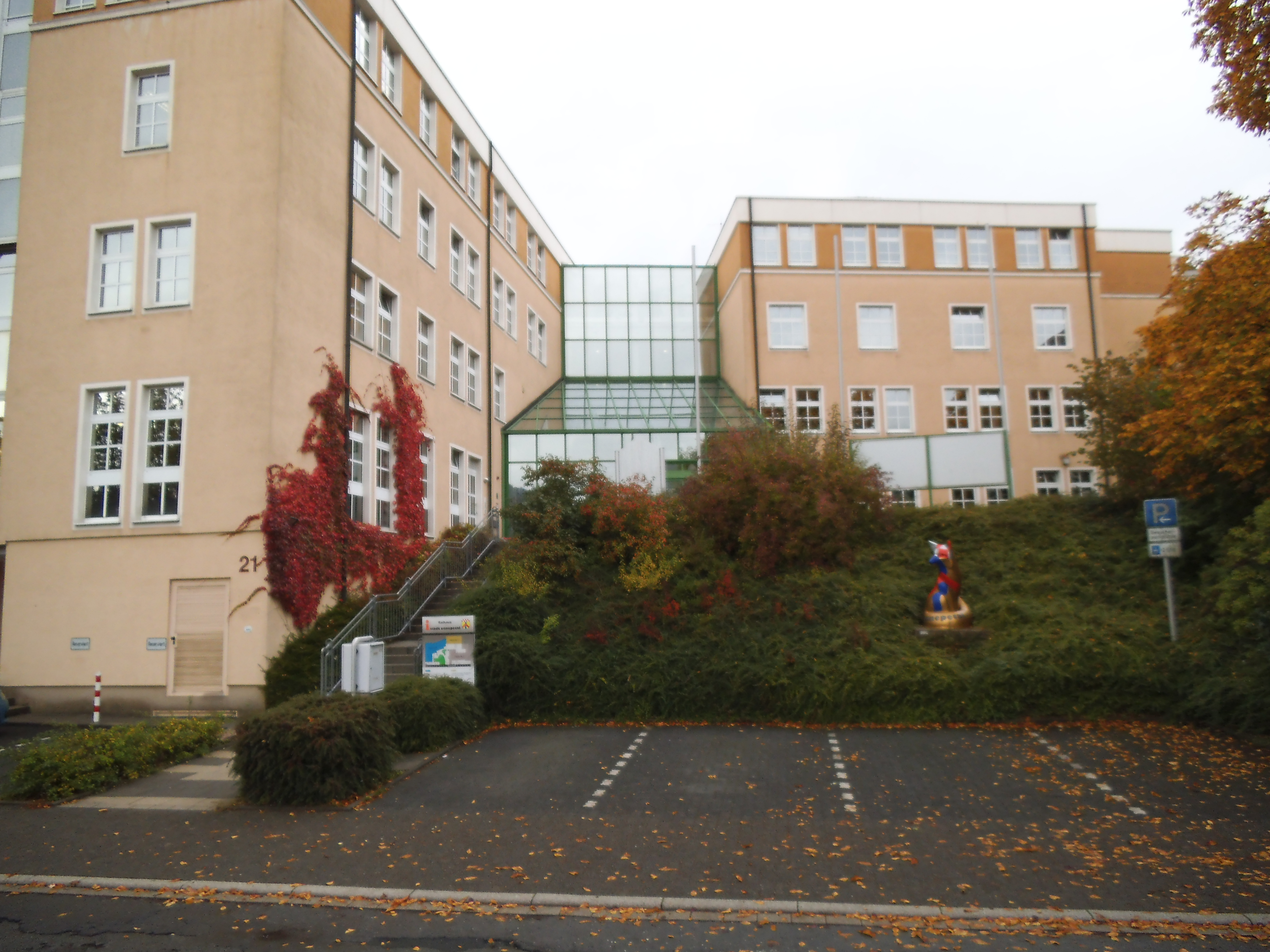
Rathaus Ennepetal, Verwaltungstrakt, Neubau aus den 1990er Jahren

Der erste Bürgermeister von Ennepetal war von 1949 bis 1952 Fritz Textor (FDP), auf ihn folgten Walter Sondermann (SPD, 1952–1970), Ewald Rettberg (SPD, 1970–1981), Harald Wolf (SPD, 1981–1984), Friedrich Döpp (CDU, 1984–1989), August Born (EWG/FWE, 1989–1994), Gerhard Dessel (SPD, 1994–1998), Michael Eckhardt (1998–2009) und Wilhelm Wiggenhagen (2009–2015).
Bürgermeisterin im Rathaus Ennepetal ist seit 2015 Imke Heymann, die bei ihrer Wahl von CDU, Grünen, FWE und FDP nominiert beziehungsweise unterstützt wurde.
Ab dem 2. Februar 2004 besaß Ennepetal ein Kinder- und Jugendparlament (KiJuPa), welches kurze Zeit später seine Tätigkeit einstellte.

### Städtepartnerschaft
Ennepetal steht seit 1973 in offizieller Städtepartnerschaft mit der belgischen Stadt Vilvoorde, die 10 km nordöstlich von Brüssel liegt.

### Wappen

Wappen von Ennepetal

Die Entstehung des Ennepetaler Stadtwappens fand statt in enger Zusammenarbeit mit dem Hauptstaatsarchiv Münster als zuständiger, gutachtender Stelle in allen Fragen der Gestaltung von Wappen, Dienstsiegeln und Flaggen für den westfälischen Bereich. Diese Zusammenarbeit dauerte von 1949 bis 1952. Der Vorschlag für das Stadtwappen, ein Motiv aus der „Fuchsschwanzsage“ als Hinweis auf die Kluterthöhle, das größte Wahrzeichen Ennepetals, zu verwenden, oder die Einbeziehung des Siegels (Fisch und Stern) des Heyneke von Voerde, um 1423 bis 1450 Freigraf bzw. Femgraf des Femgerichtes von Volmarstein, fand ebenso keine Zustimmung der Ennepetaler Stadtvertreter wie die vom Hauptstaatsarchiv in Münster vorgeschlagene Einbeziehung einer oder mehrerer Sensen in das Stadtwappen als Hinweis auf die bedeutende Kleineisenindustrie an der Ennepe.
Allseitige Zustimmung fand schließlich ein Entwurf des Ennepetaler Stadtbaurats Mende. Seinem Vorschlag verdankt das Stadtwappen im Wesentlichen die heutige Form- und Farbgebung. Am 16. Juni 1953 erfolgte durch den Innenminister des Landes Nordrhein-Westfalen die Rechtsverleihung zur Führung des nachfolgend beschriebenen Wappens.
- Wappenbeschreibung: Unter einem in zwei Reihen siebenmal von Silber und Rot geschachteten Schildhaupt in goldenem Feld steht senkrecht ein blauer Wellenpfahl, der von einem roten Sparren überdeckt wird.
- Wappenerklärung: Das Ennepetaler Stadtwappen vereint die Zeichnung des märkischen Schachbalkens – ein Hinweis auf die einstige Zugehörigkeit des Ennepetaler Stadtgebietes zur ehemaligen Grafschaft Mark, deren Wappen der Schachbalken war – mit dem blauen Wellenband der Ennepe, das zum Zeichen der Vereinigung der früher selbstständigen Ämter Milspe und Voerde mit einem roten Sparren überbrückt wird.

## Kultur und Sehenswürdigkeiten

### Haus Ennepetal und Kluterthöhle

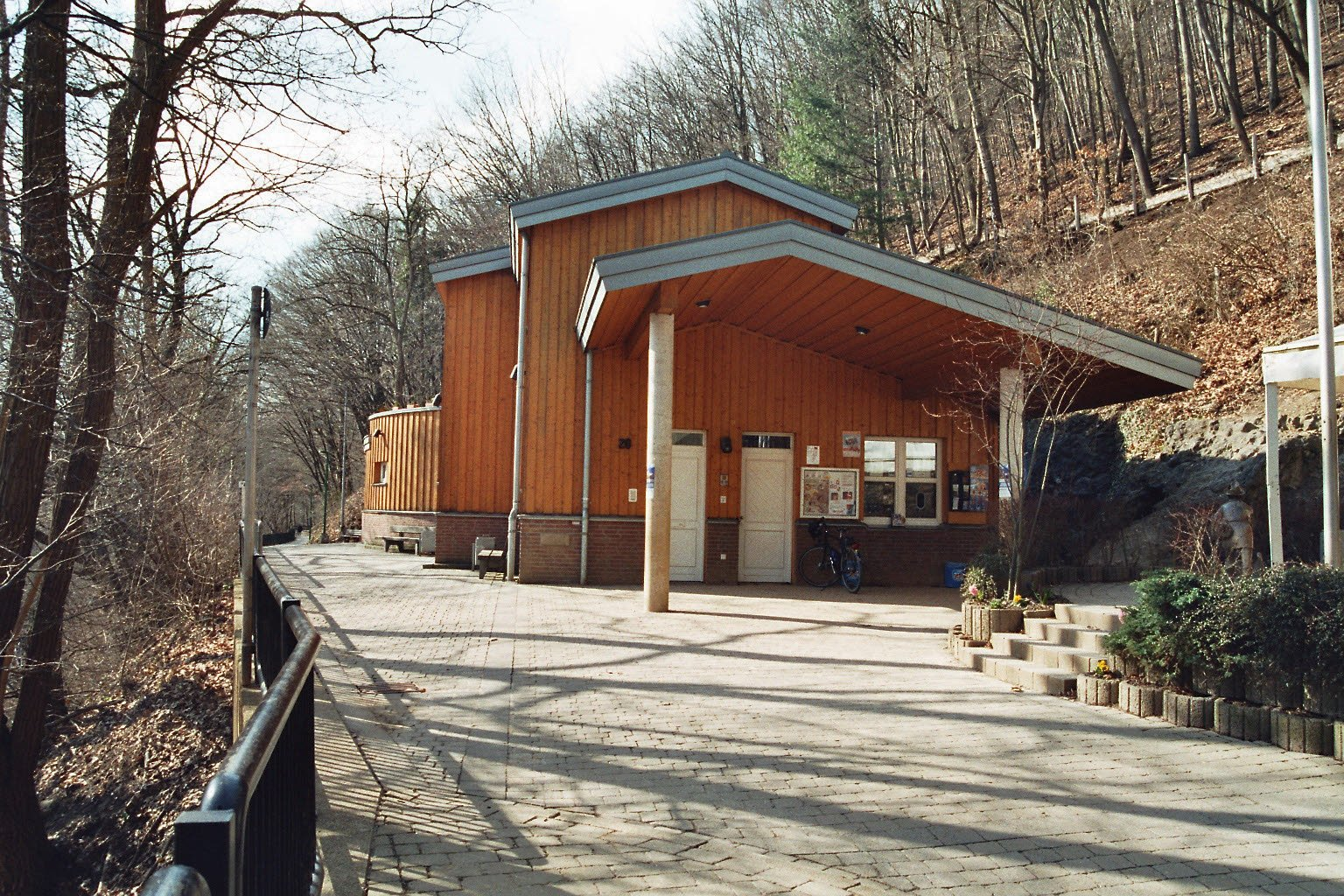
Eingang der Kluterthöhle

Kulturelles Zentrum von Ennepetal im Ortsteil Milspe ist das zwischen 1975 und 1978 errichtete „Haus Ennepetal“, in dessen Kongress- und Tagungsräumen regelmäßig unter anderem verschiedene Konzerte und Musicals aufgeführt werden. Daneben fand hier viele Jahre lang jedes Jahr am ersten November-Wochenende die „Internationale Ennepe-Ruhr Edelstein- und Mineralbörse“ statt.
Über den Innenhof von „Haus Ennepetal“ gelangt man über eine überdachte Fußgängerbrücke zur Kluterthöhle, die mit rund 5,5 Kilometern Länge eine der längsten Schauhöhlen in Deutschland ist und als besonders interessante Sehenswürdigkeit für den Fremdenverkehr gilt. Aufgrund des gleichmäßig feuchtkühlen Klimas und einer konstanten Temperatur von +10 °C dient die Höhle zudem als „längstes Behandlungszimmer der Welt“ bei verschiedenen Atemwegserkrankungen wie Asthma, chronischer Bronchitis, Heuschnupfen und Keuchhusten mit über 140 Therapieplätzen auf sechs Stationen. Seit dem 4. November 1954 ist die Stadt daher auch mit der Bezeichnung „Ennepetal mit Klimahöhle“ als Mitglied des Deutschen Heilbäderverbandes e. V. anerkannt.

### Museen und Denkmäler
Tag und Nacht geöffnet ist das einmalige Straßenindustriemuseum Ennepetal mit Exponaten, die im gesamten Stadtgebiet aufgestellt sind. Auf dem Hinnenberg im Stadtteil Voerde befindet sich die Volkssternwarte Ennepetal, die regelmäßig öffentliche Himmelsbeobachtungen und astronomische Vorträge anbietet.
In der Stadt befinden sich mehrere denkmalgeschützte Bauten. Dazu gehören zum Beispiel das Gut Ahlhausen, die evangelische Kirche Milspe, der alte Friedhof Rüggeberg, der Heimhardtsbau, der Kornkasten Rüggeberg und das Empfangsgebäude des Bahnhofs Ennepetal (Gevelsberg), eines der ältesten seiner Art in Nordrhein-Westfalen.

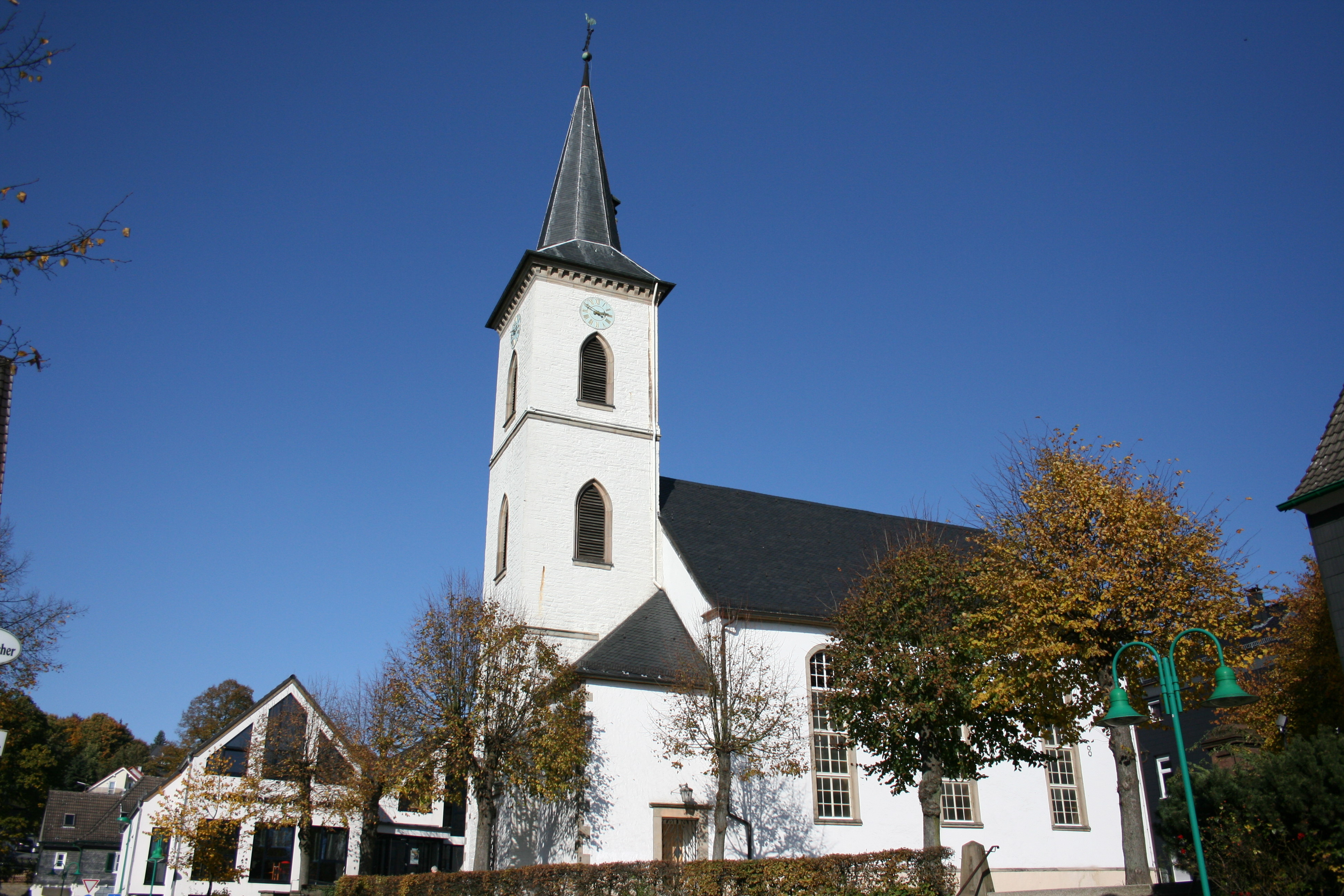
ev. Kirche Johannes der Täufer in Voerde
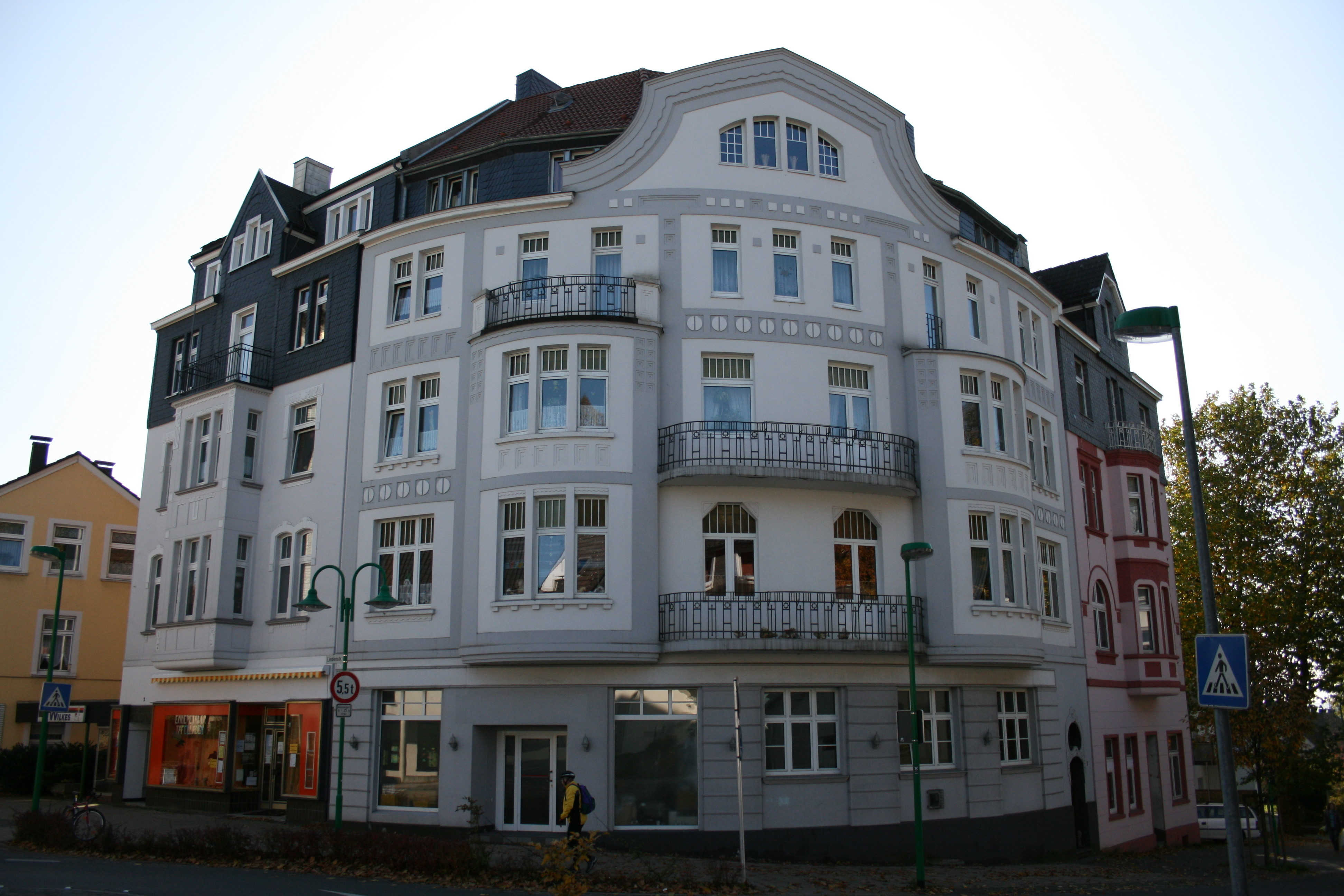
Heimhardtsbau in Voerde
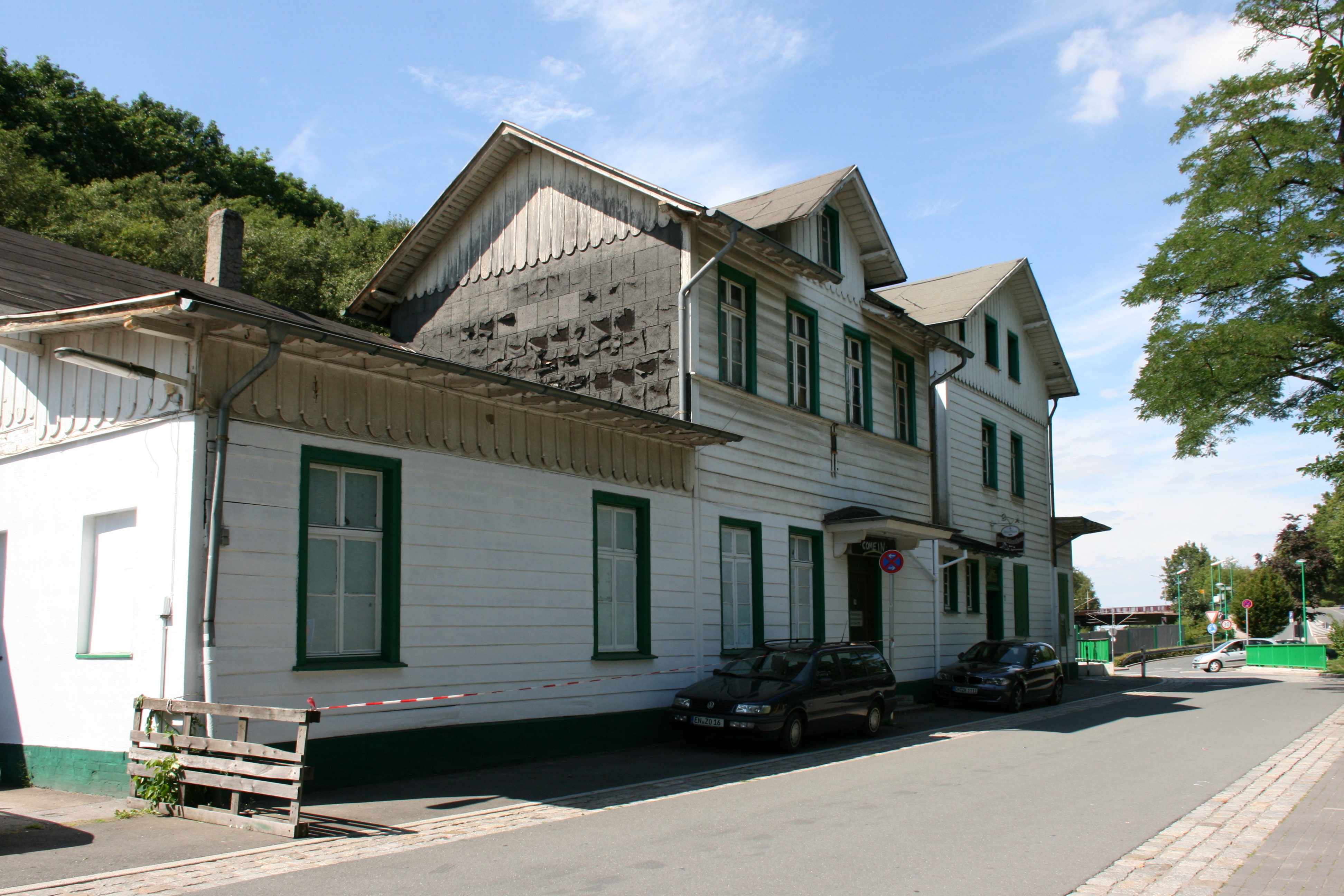
Bahnhof Ennepetal (Gevelsberg) in Milspe
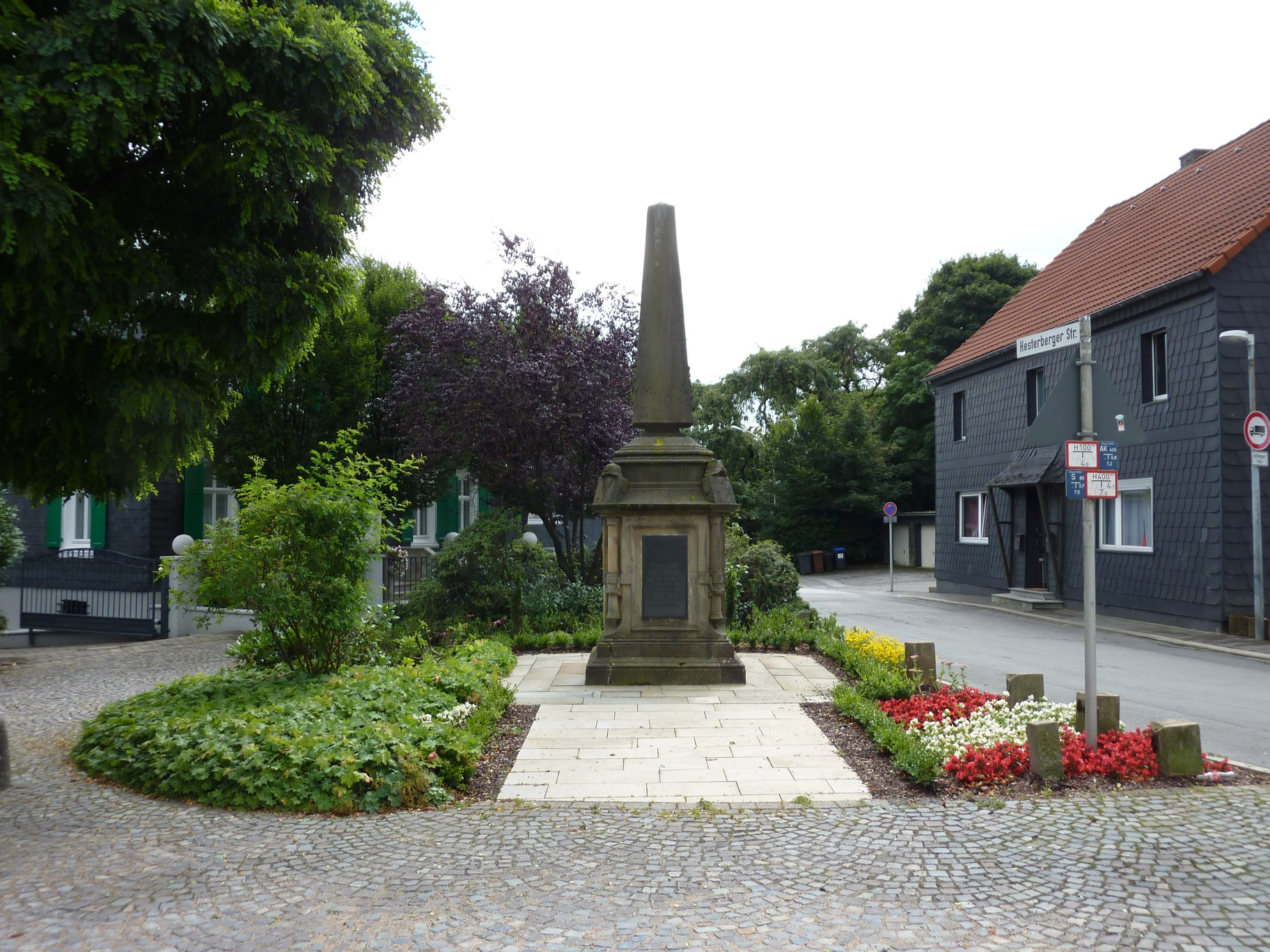
Kriegerehrenmal Rüggeberg

### Naherholung
Das waldreiche Stadtgebiet bietet in allen Ortsteilen Möglichkeiten zur Naherholung. Insbesondere das Hülsenbecker Tal südlich von Altenvoerde, die Wege um die Heilenbecketalsperre in der Nähe von Rüggeberg und das Spreeler Bachtal mit der Spreeler Mühle an der Stadtgrenze zu Radevormwald sind beliebte Ausflugsziele. Landschaftlich reizvolle Blicke ins Tal der Ennepe bietet die nahe Altenvoerde oberhalb eines Grauwacke-Felsabhangs gelegene Aussichtsplattform Hohenstein.

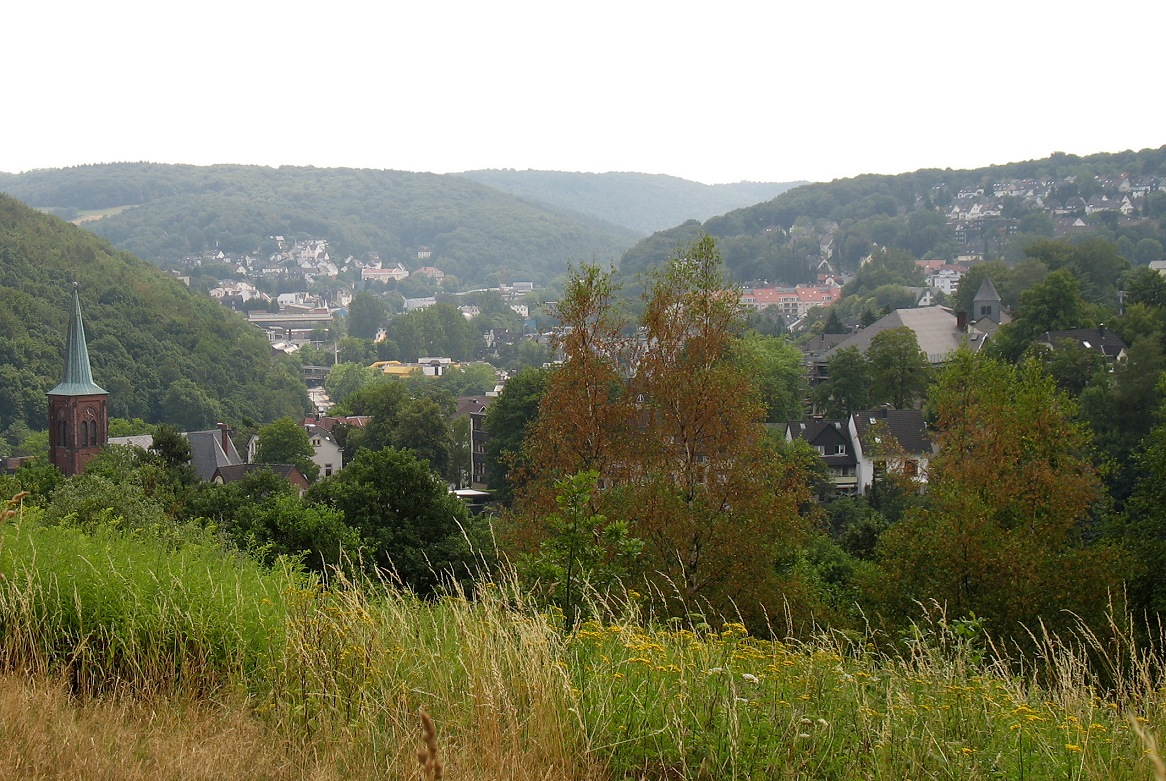
Von waldreichen Hügeln umgebener Stadtteil Milspe
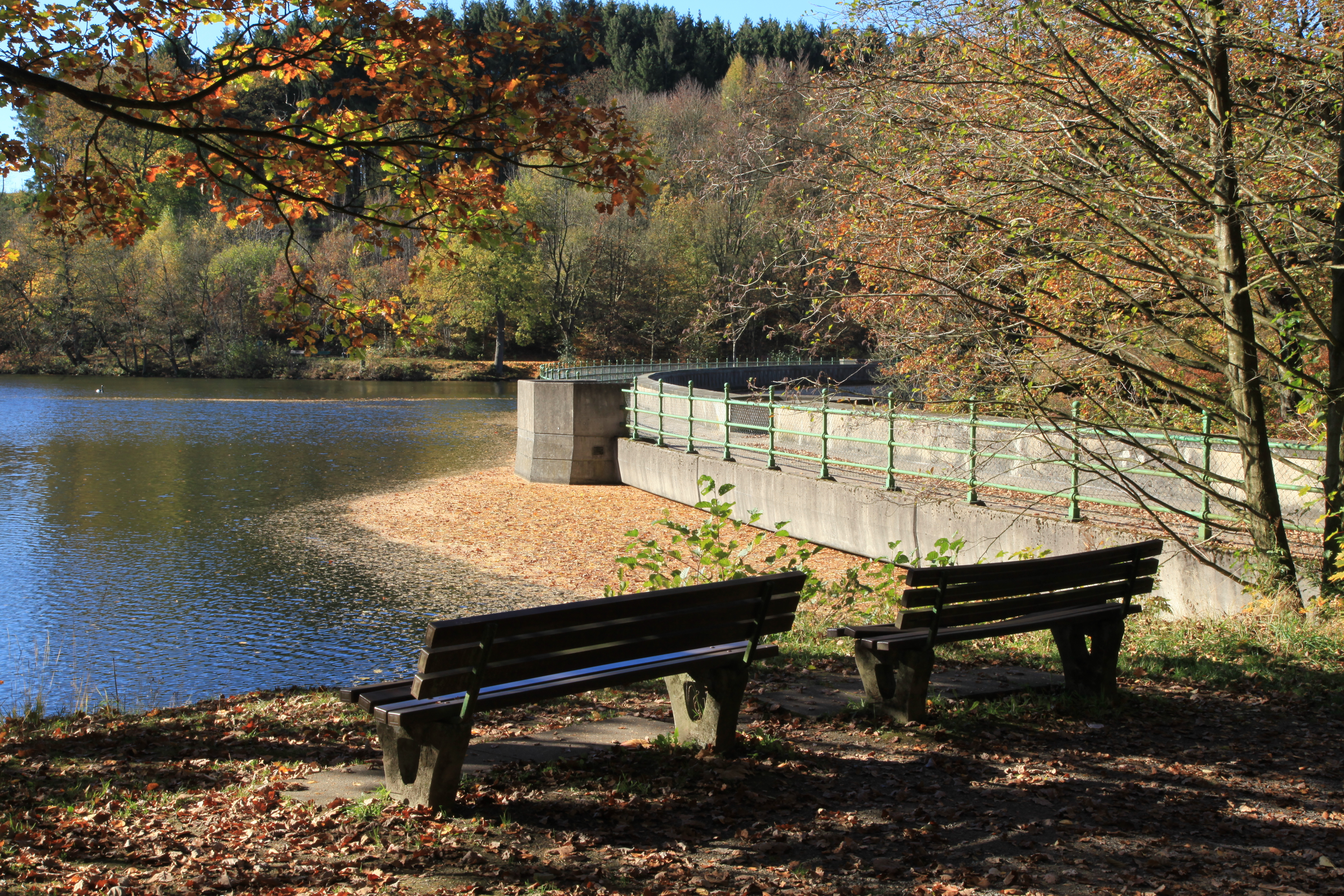
Heilenbecketalsperre
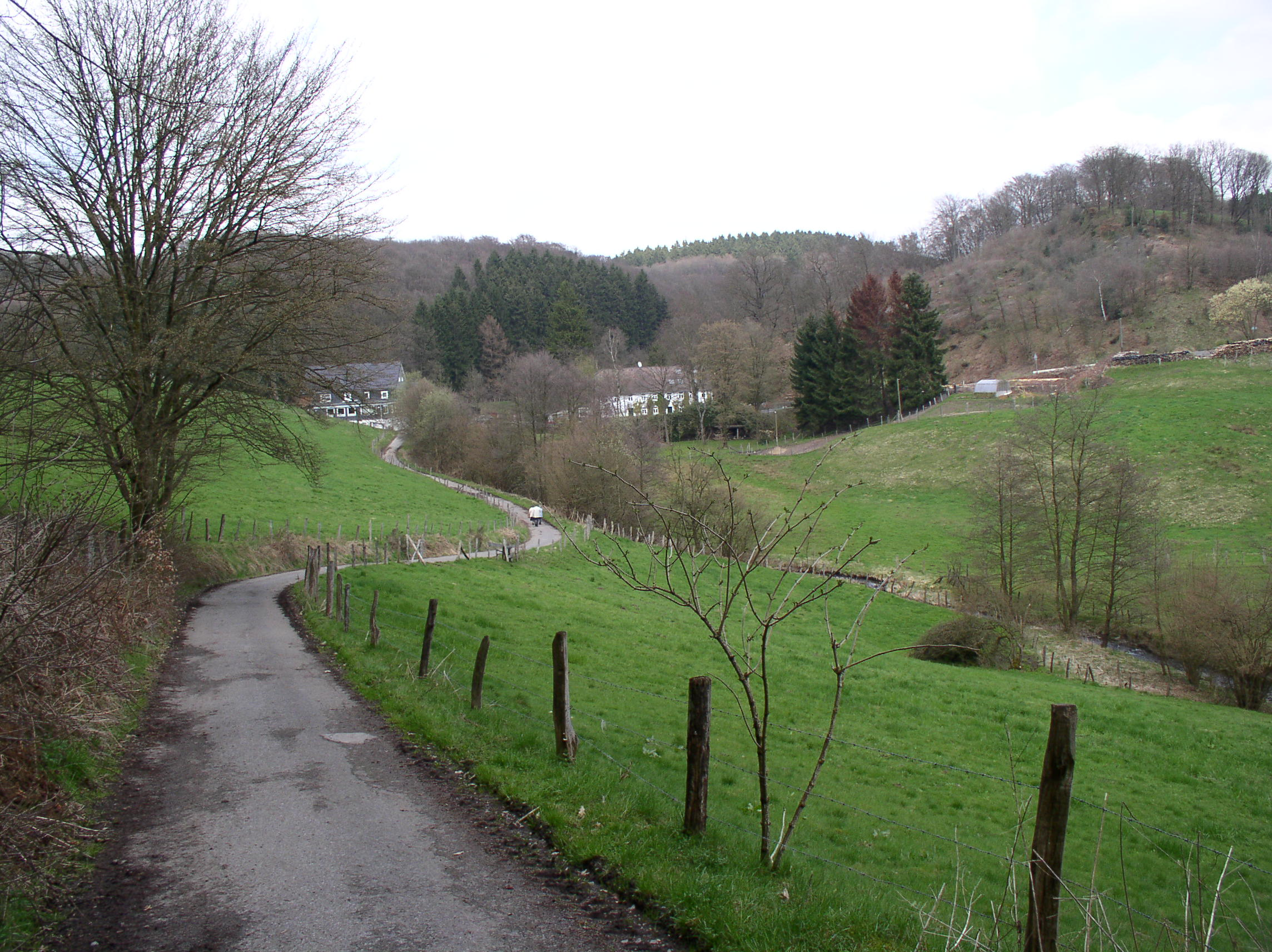
Spreeler Bachtal
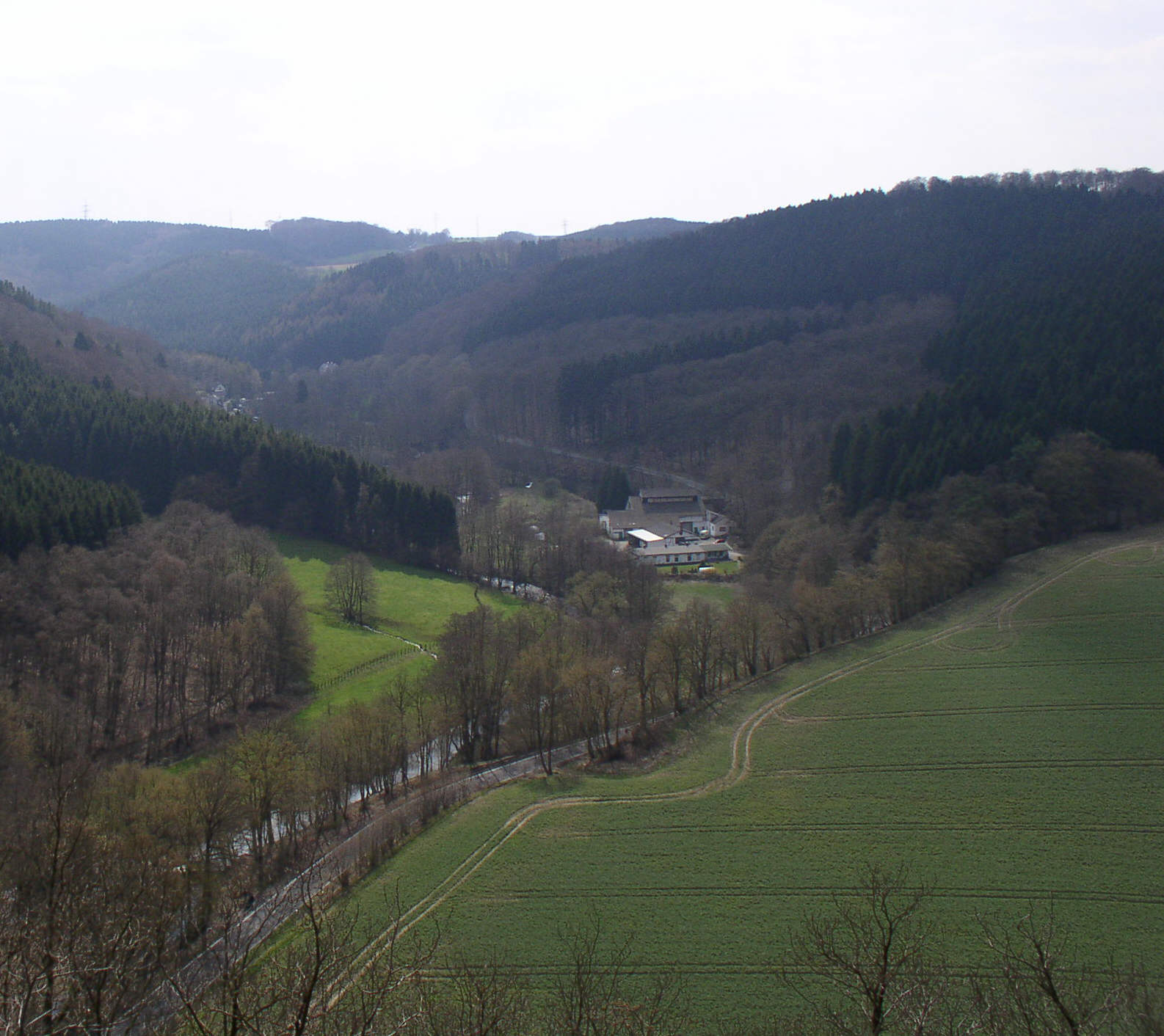
Blick vom Hohenstein ins Tal der Ennepe mit dem Ahlhauser Hammer
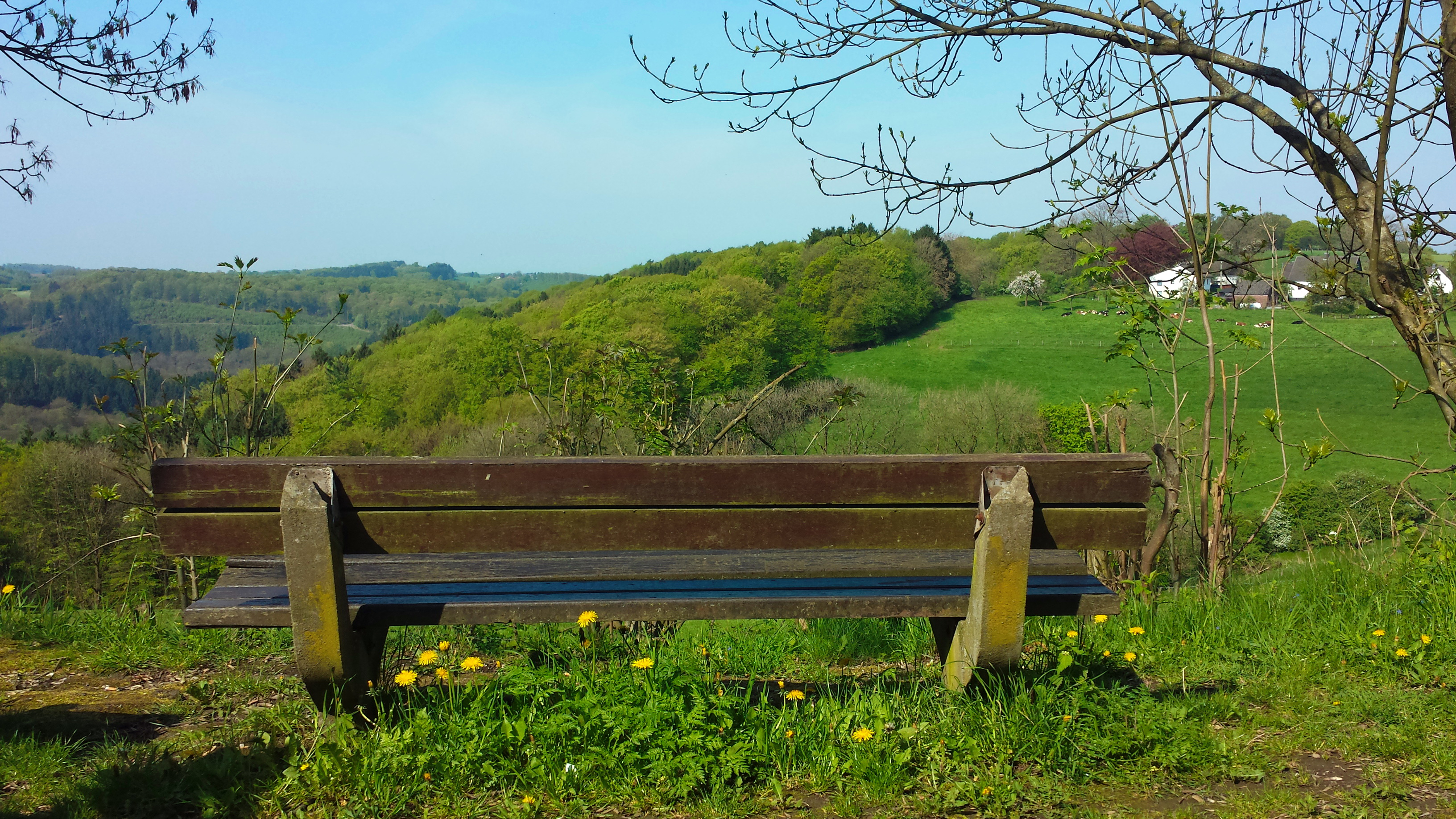
Wanderweg am Bilstein
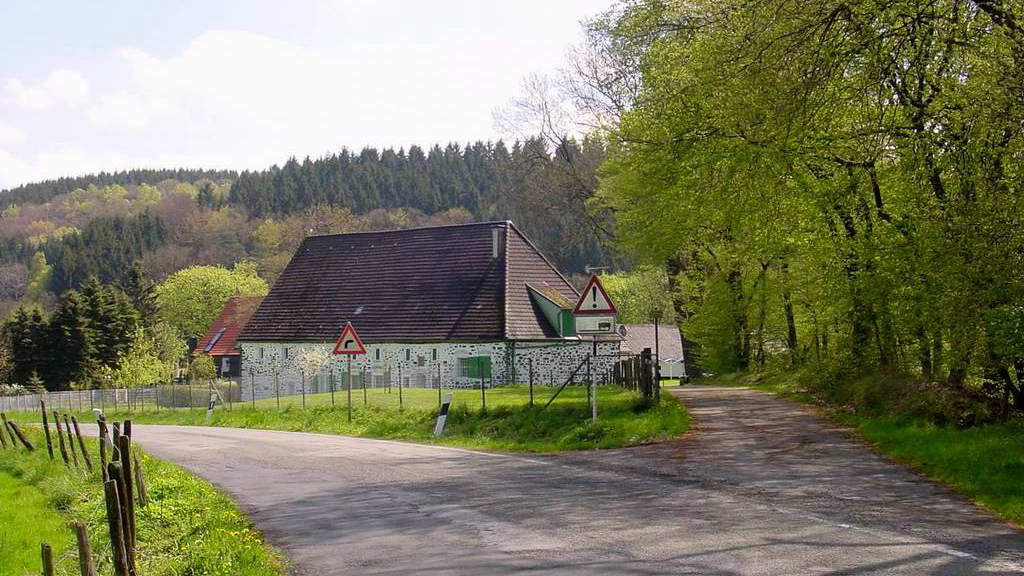
An der Burg im oberen Tal der Ennepe

### Musik
Die Stadt Ennepetal betreibt seit 1978 eine eigene Musikschule, die u. a. an der Esbecker Straße über Unterrichtsräume und einen kleinen Konzertsaal verfügt.
Seit 1980 findet in Ennepetal jedes Jahr Anfang Dezember die Christmas Rock Night – ein Nischenfestival für christliche Rockmusik mit zuletzt rund 30 internationalen Bands und knapp 2000 Besuchern – statt.
Darüber hinaus findet das Ferik Festival im Klutertbad in Ennepetal statt. Das EDM-, House- und Techno-Festival entstand 2016 nach dem Tod eines damals 17 Jahre alten Jungen aus der Nachbarstadt Schwelm, der von einem stark alkoholisierten Autofahrer zu Tode gefahren wurde und wird seither in seinem Gedenken und unter den beiden Mottos „Don’t Drink and Drive“ und „endless memories“ organisiert. 2021 fand unter Corona-Auflagen die Premiere in Ennepetal statt. 2022 kamen über 2000 Besucher. Im Jahr 2023 kamen bereits 4500 Menschen zum Ferik Festival. Außerdem präsentierten die Veranstalter, mit einer Größe von 25 × 9 Metern, eine der größten Bühnen, die je im Ennepe-Ruhr-Kreis aufgebaut wurden. Weiteres Wachstum konnte das Festival in der vierten Auflage im Klutertbad verzeichnen. Um die 6000 Menschen besuchten 2024 das Ferik.

### Sport
Bis 2019 fand jedes Jahr im Bremenstadion das dreitägige Pfingstturnier, ein Fußball-Nachwuchsturnier, statt. Es hieß seit 2007 offiziell Spax Cup. Neben dem heimischen Verein TuS Ennepetal traten auch die A-Junioren-Mannschaften nationaler und internationaler Profivereine an. Schon die Mittelfeldregisseure von Manchester United Paul Scholes und David Beckham standen als Spieler, ebenso wie Jürgen Klinsmann, auf dem Rasen des Bremenstadions.

## Infrastruktur und Wirtschaft

### Verkehr

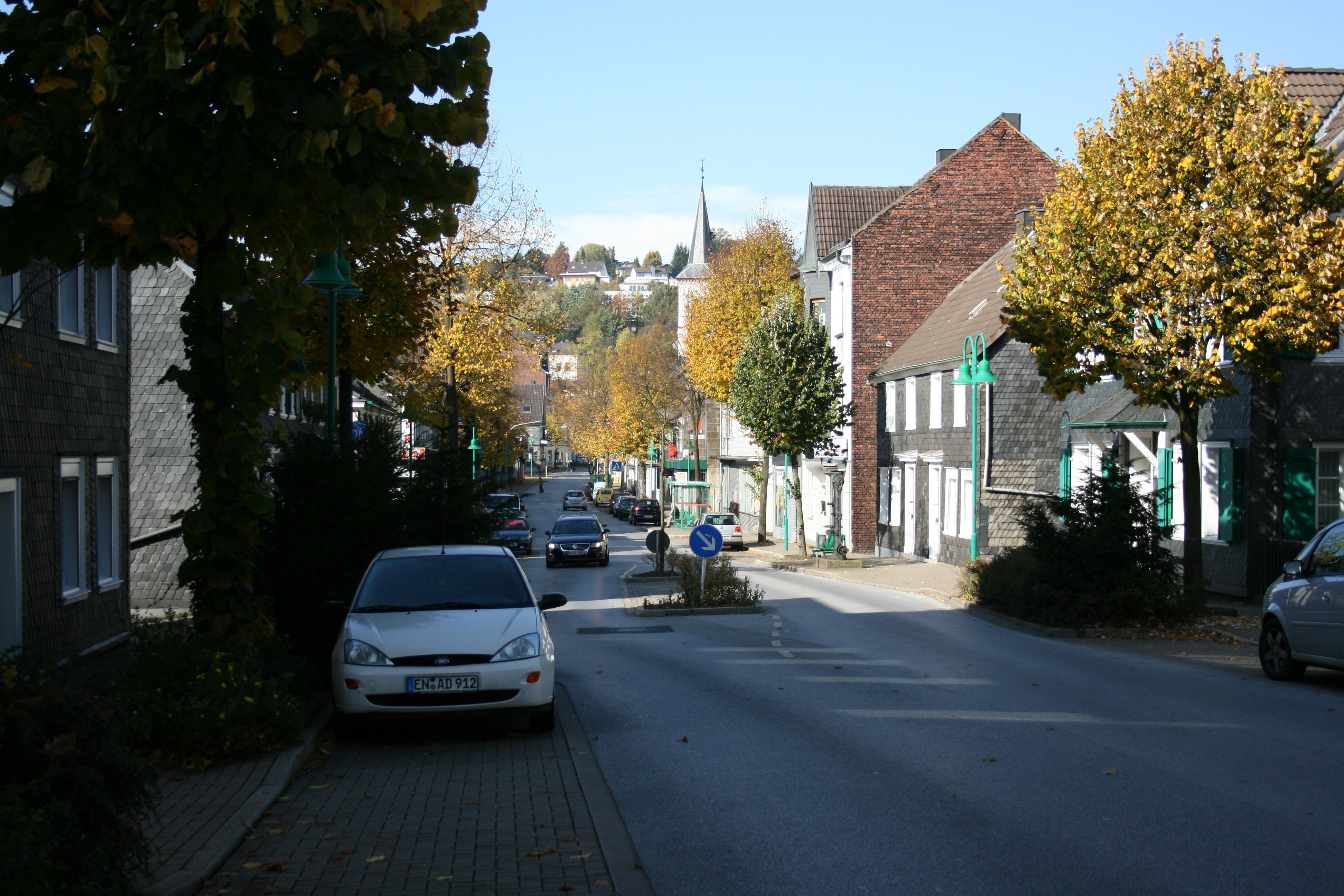
Lindenstraße in Voerde

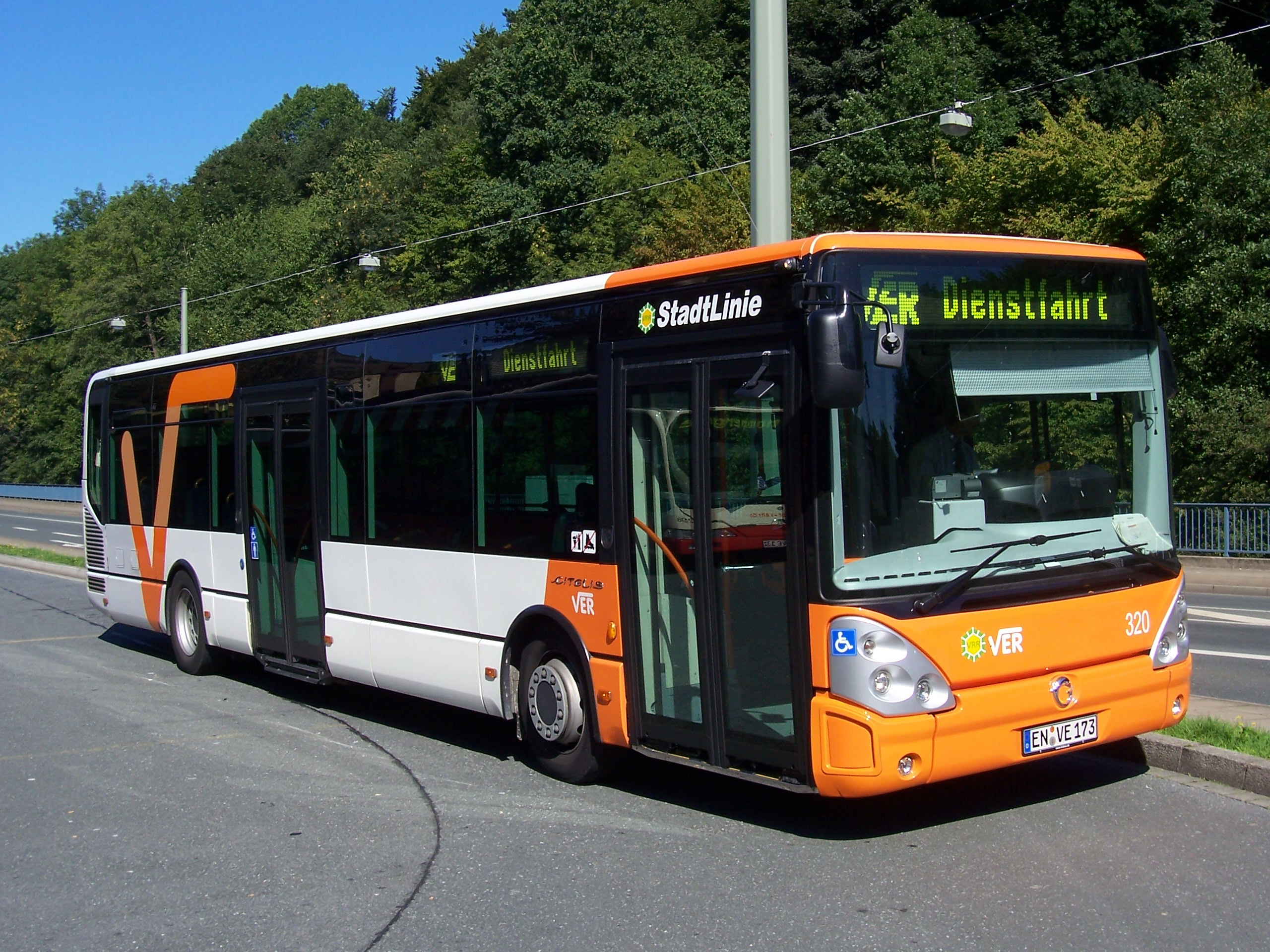
VER-Bus am Ennepetaler Busbahnhof

Durch das Gebiet von Ennepetal führen die ehemalige Bundesstraße 7 (seit dem 1. Januar 2015 im Stadtgebiet zur Landesstraße herabgestuft) und die Bundesstraße 483. Über die Anschlussstelle Gevelsberg der A 1 ist Ennepetal in etwa acht Kilometern zu erreichen.
Beim öffentlichen Personennahverkehr gehört das Ennepetaler Stadtgebiet zum Verkehrsverbund Rhein-Ruhr (VRR); Übergangstarife bestehen in die Verkehrsgemeinschaft Ruhr-Lippe und den Verkehrsverbund Rhein-Sieg. Als regionales Nahverkehrsunternehmen betreibt die Verkehrsgesellschaft Ennepe-Ruhr (VER) mehrere Buslinien im Stadtgebiet. Sie hat auch ihren Hauptsitz in Ennepetal. Knotenpunkt der Buslinien ist der Busbahnhof in der Innenstadt.
Mit dem Bahnhof in Voerde hatte die Stadt Ennepetal einen Anteil an der ehemaligen Kleinbahn Haspe–Voerde–Breckerfeld, die während des Betriebes als Straßenbahn als die schönste Strecke Deutschlands galt.
Heute wird Ennepetal im Stadtgebiet von drei Regional-Express-Linien am Bahnhof Ennepetal (Gevelsberg) angefahren. Der Bahnhof an der Bahnstrecke Wuppertal–Dortmund (der Stammstrecke der ehemaligen Bergisch-Märkischen Eisenbahn-Gesellschaft) im Stadtteil Milspe wurde seit seiner Eröffnung im Jahre 1849 Milspe, wie der Stadtteil, in dem er sich befindet, genannt. 1954 wurde der Bahnhof in Ennepetal-Milspe umbenannt. Im Jahre 1963 wurde der nur etwa drei Kilometer entfernte Bahnhof Gevelsberg auf der gleichen Strecke aufgegeben und später abgebrochen. Die Stadt Gevelsberg besaß seit dieser Zeit keinen Bahnhof mehr auf dieser wichtigen Strecke. Im Jahre 1968 wurde daher der Bahnhof in seinen heutigen Namen Bahnhof Ennepetal (Gevelsberg) umbenannt.
| Linie | Linienbezeichnung         | Linienverlauf                                                                                            |
| ----- | ------------------------- | --- |
| RE 4  | Wupper-Express            | Aachen – Mönchengladbach – Düsseldorf – Wuppertal – Ennepetal (Gevelsberg) – Hagen – Dortmund            |
| RE 7  | Rhein-Münsterland-Express | Krefeld – Neuss – Köln – Solingen – Wuppertal – Ennepetal (Gevelsberg) – Hagen – Hamm – Münster – Rheine |
| RE 13 | Maas-Wupper-Express       | Venlo – Viersen – Mönchengladbach – Düsseldorf – Wuppertal – Ennepetal (Gevelsberg) – Hagen – Hamm       |

### Bildung

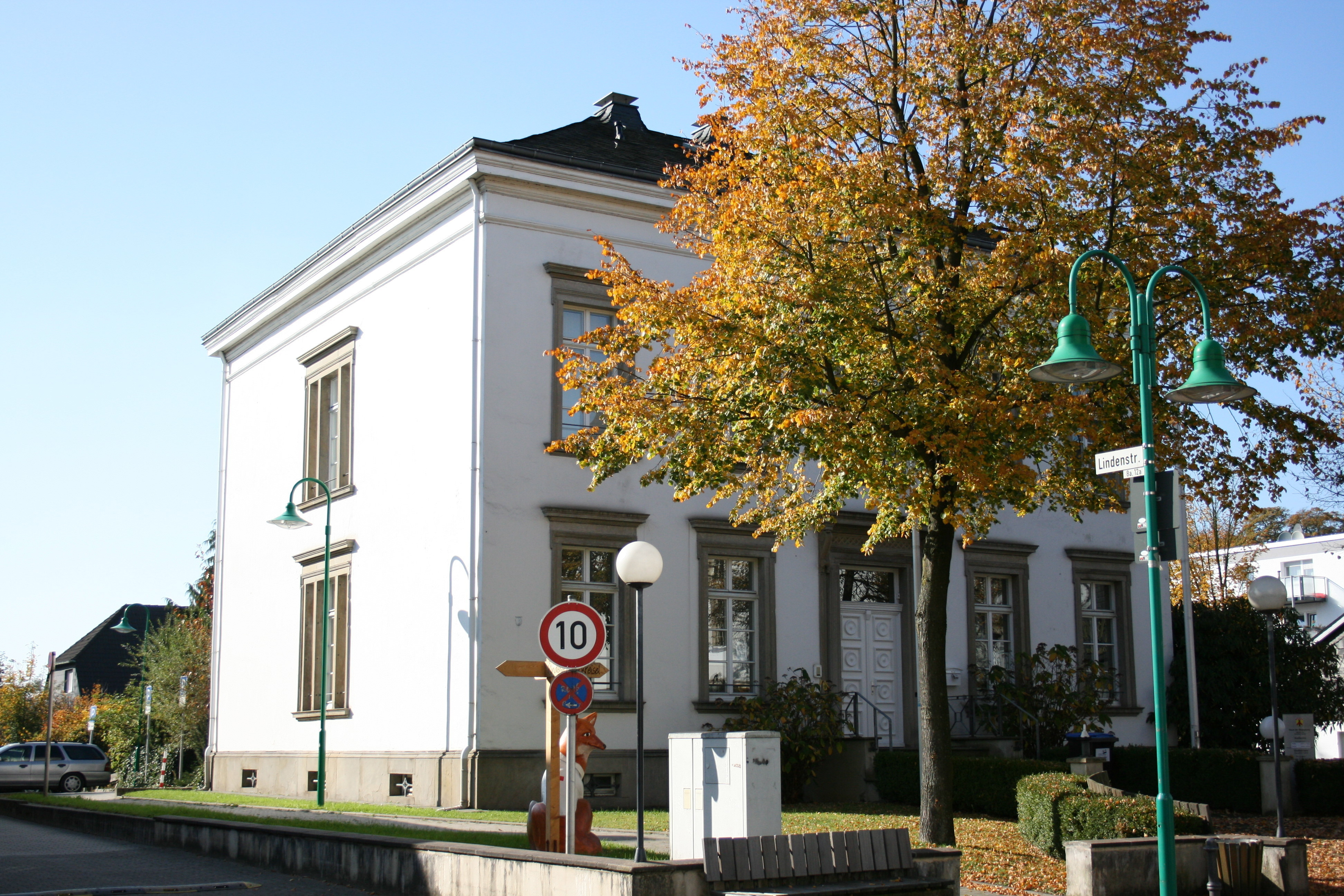
Haus der Begegnung mit Zweigstelle Voerde der Stadtbücherei

In der Stadt existieren (Stand 2013) sieben Grundschulen, die bis auf eine alle als offene Ganztagsgrundschule betrieben werden. Nicht konfessionell gebunden sind die GS Altenvoerde, die GS Büttenberg, die GS Voerde und die GS Wassermaus mit den beiden Teilstandorten GS Friedenstal und GS Rüggeberg (keine offene Ganztagsgrundschule). Hinzu kommt die katholische Grundschule („Harkortschule“, früher GS Scharpenberg).
Als weiterführende Schulen bestehen die Sekundarschule Ennepetal (mit den Standorten Amselweg und Breslauer Platz) und das Reichenbach-Gymnasium (Ganztagsschule, benannt nach dem Voerder Pfarrer Johann Wilhelm Reichenbach). Des Weiteren unterhält der Ennepe-Ruhr-Kreis in Ennepetal ein Berufskolleg mit gewerblich-technischem und kaufmännischem Angebot. Mit der Albert-Schweitzer-Schule gab es bis zu ihrer Schließung 2013 auch eine Förderschule (Klassen 1–10) in Ennepetal.
Die Stadt betreibt außerdem die Musikschule der Stadt Ennepetal und die Stadtbücherei Ennepetal (mit Zweigstellen im Haus der Begegnung in Voerde und im Reichenbach-Gymnasium).

### Unternehmen

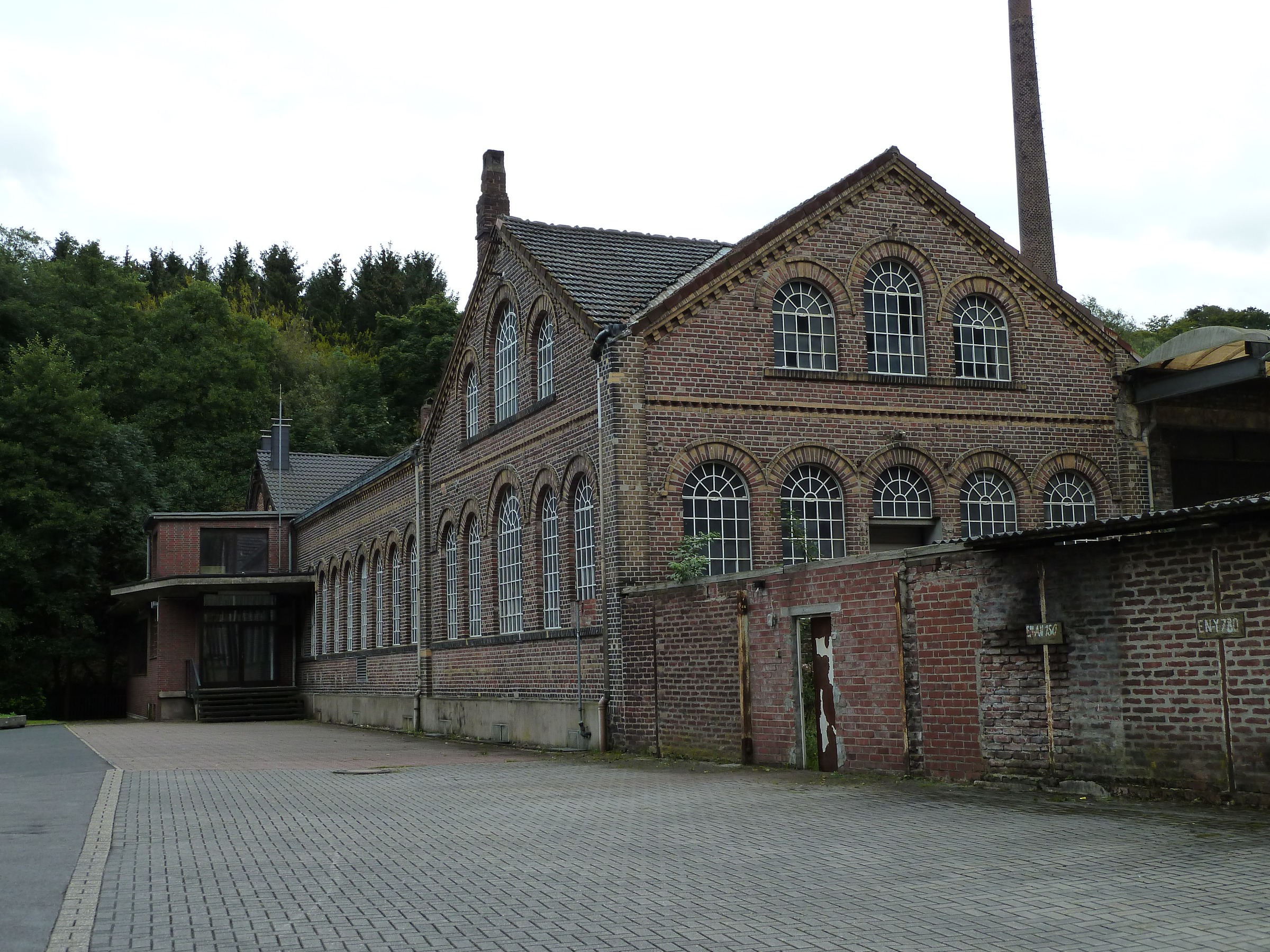
Denkmalgeschütztes Fabrikgebäude der Firma Brackelsberg in Milspe

Im Talraum der Ennepe und in anderen Bachtälern befanden sich früher zahlreiche Hammerwerke und Schleifkotten, von denen sich einige später zu Industrieunternehmen entwickelten. Heute sind viele Unternehmen außerdem im über 40 ha großen Gewerbegebiet Oelkinghausen an der Stadtgrenze zu Schwelm angesiedelt. Mit einem Wert von 109,6 lag im Jahre 2006 der Kaufkraftindex in Ennepetal leicht über dem Bundesdurchschnitt.
Im Automobilsektor ist das auf Luxusmodelle spezialisierte Ennepetaler Unternehmen Bitter Automobile zu nennen. Weitere Unternehmen mit mehr als 50 Mio. € Jahresumsatz, die ihren Hauptsitz in der Stadt haben, sind:

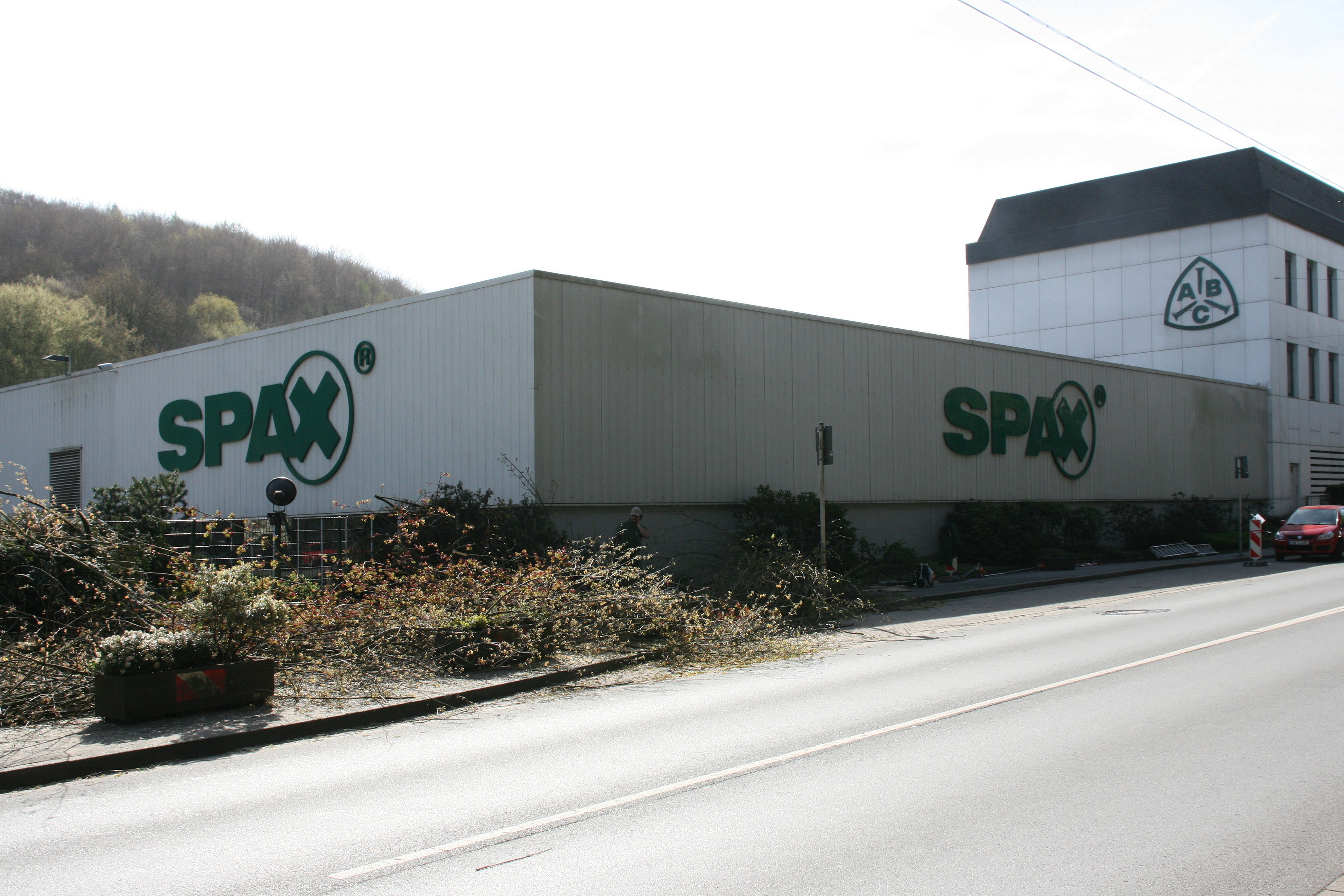
ABC-Stammwerk in Milspe

- ALANOD GmbH & Co. KG (59,9 Mio. € 2020)[34]
- Altenloh, Brinck & Co (299,8 Mio. € 2021)[34]
- Bilstein (Stoßdämpferhersteller) (482 Mio. € 2011)
- Bharat Forge CDP GmbH (131 Mio. € 2020)[34]
- Dorma (Production: 93 Mio. € 2018, Holding: 176 Mio. € 2021)[34]
- Ferdinand Bilstein (Febi) (499 Mio. € 2020)[34]
- Siegfried Jacob Metallwerke (330 Mio. € 2020)[34]

## Telefonvorwahlen
Anders als im übrigen Stadtgebiet, das über die Vorwahl 02333 zu erreichen ist, gilt in Heide die 0202.

## Persönlichkeiten
Die Liste von Persönlichkeiten der Stadt Ennepetal enthält die Namen der Söhne und Töchter der Stadt sowie weiterer Personen, die mit Ennepetal in Verbindung stehen.